# 甲秀楼

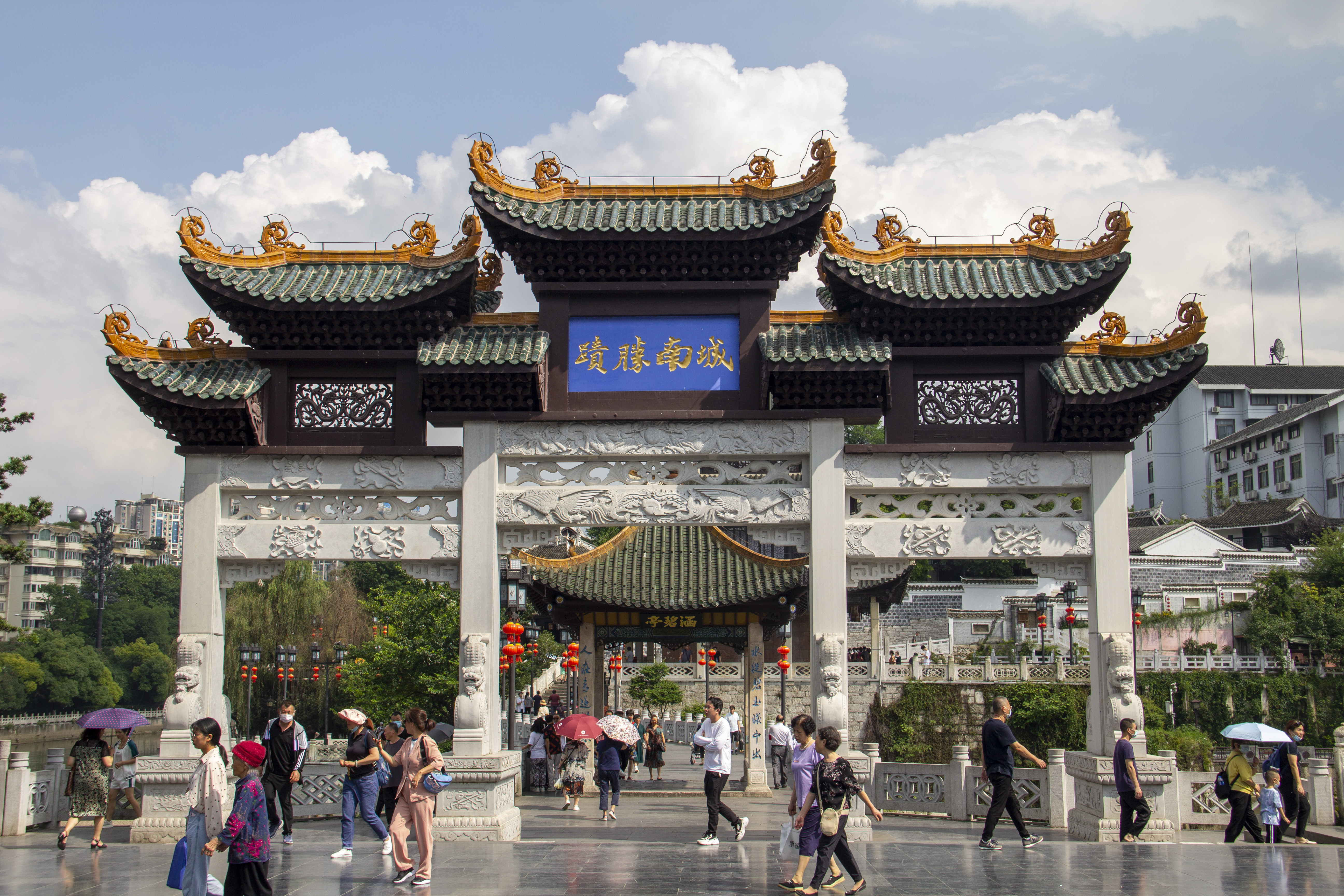
甲秀楼外的“城南胜迹”牌楼

甲秀楼位于贵阳市南明区南明河鳌矶石 上，始建于明代万历二十六年（公元1597年）年间，后来履毁履建，现存建筑为宣统元年（1909年）重建。清代，以“鳌矾浮玉”作为贵阳八景之一。现已列入全国重点文物保护单位。

## 历史
明万历二十六年，贵州巡抚江东之在此地筑堤联结南岸，并建一楼，名“甲秀”，取科甲挺秀之意。 其后，天启元年（1621年）焚毁，总督朱燮元重建，改名“来凤阁”。清代甲秀楼多次重修。清康熙二十八年（1689年）巡抚田雯重建，并恢复原名。现存建筑是宣统元年（1909年）重建的。
2006年5月25日，甲秀楼作为明代古建筑，被国务院批准列入第六批全国重点文物保护单位名单。

## 收藏
现楼内石刻、木刻、名人字画收藏甚多。其中贵阳翰林劉韞良所撰长联为一绝，與昆明大观楼长联和成都望江樓長聯並稱。其文曰：
上聯：五百年穩占鰲磯，獨撐天宇，讓我一層更上，眼界拓開。看東枕衡湘，西襟滇詔，南屏粵嶠，北帶巴夔，迢遞關河。喜雄跨兩游，支持岩疆半壁。恰好於矢碉隳，烏蒙箐掃，艱難締造，裝點成錦繡湖山。漫云築國偏荒，莫與神州爭勝概。
下聯：數千仞高臨牛渚，永鎮邊隅，問誰雙柱重鐫，頹波挽住。憶秦通僰道，漢置牂牁，唐定矩州，宋封羅甸，淒迷風雨。嘆名流幾輩，留得舊跡千秋。對此象嶺霞生，螺峰雲擁，緩步登臨，領略些畫閣煙景。恍覺蓬萊咫尺，擬邀仙侶話行蹤。

## 图片

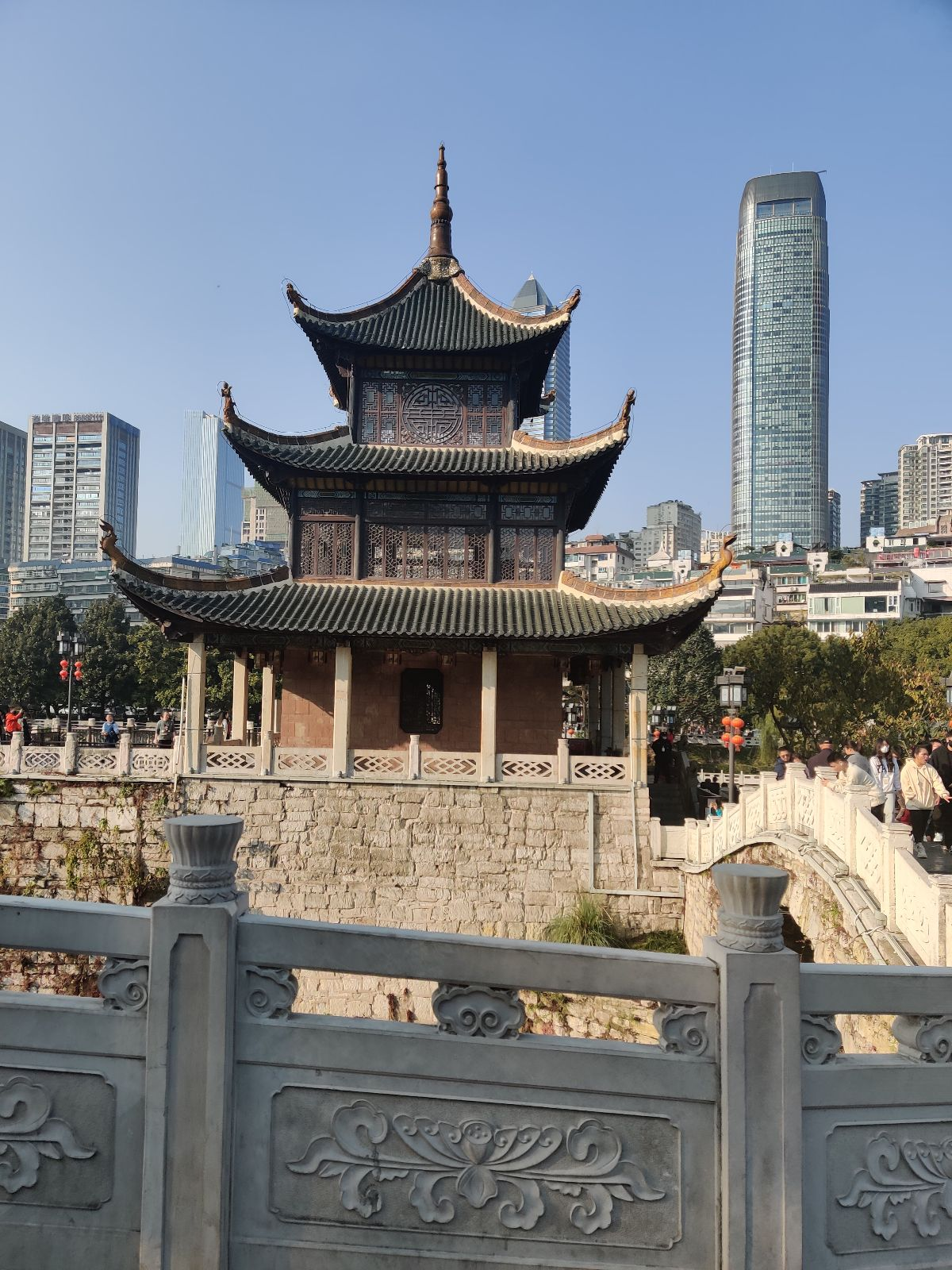